# Felsőbudak
Felsőbudak (románul Budacu de Sus) falu Romániában, Erdélyben, Beszterce-Naszód megyében.

## Fekvése
Beszterce-Naszód megye keleti részén, Kisdemeter szomszédságában található település. A Budak-patak partján, a Borgói-havasok lábainál fekszik.

## Lakossága
1850-ben 719 fő lakta a települést, ebből 573 fő román, 140 cigány és 6 német nemzetiségűnek vallotta magát.
1910-re a falu lakossága 1076 főre nőtt, ebből 1040 fő román, 24 német, 12 magyar volt.
2002-ben 1679 lakosából 1636 fő román, 43 cigány volt, anyanyelv szerint azonban az összes lakos románnak vallotta magát.

## Története
A falutól északra három kilométerre bronzkori települést tártak fel. (A lelőhely a romániai műemlékek hegyzékében a BN-I-s-B-01300 sorszámon szerepel.)
1319-ben Hermanntelekének hívták. A 13–15. században még erdélyi szászok lakták. 1443-ban egy oklevél possessio Oláhbudak néven említi, ez a megnevezés egyértelművé teszi, hogy a falu lakossága ekkor már többnyire románokból állt. Jelenlegi nevét a közeli Alsóbudak falutól való megkülönböztetésként kapta.
Története során huzamosabb ideig a falu a Bánffy család birtokában volt. A trianoni békeszerződésig Beszterce-Naszód vármegye Jádi járásához tartozott.